# كلية الحقوق (جامعة فيينا)
تعد كلية الحقوق بجامعة فيينا (بشكل غير رسمي أيضًا Juridicum بعد أحد مبانيها) أكبر مؤسسة للبحث والتدريس القانونيين في العالم الناطق باللغة الألمانية وواحدة من أقدم كليات الحقوق في العالم. تعتبر أفضل كلية قانون في النمسا وتتمتع بأعلى سمعة دولية.

## التاريخ

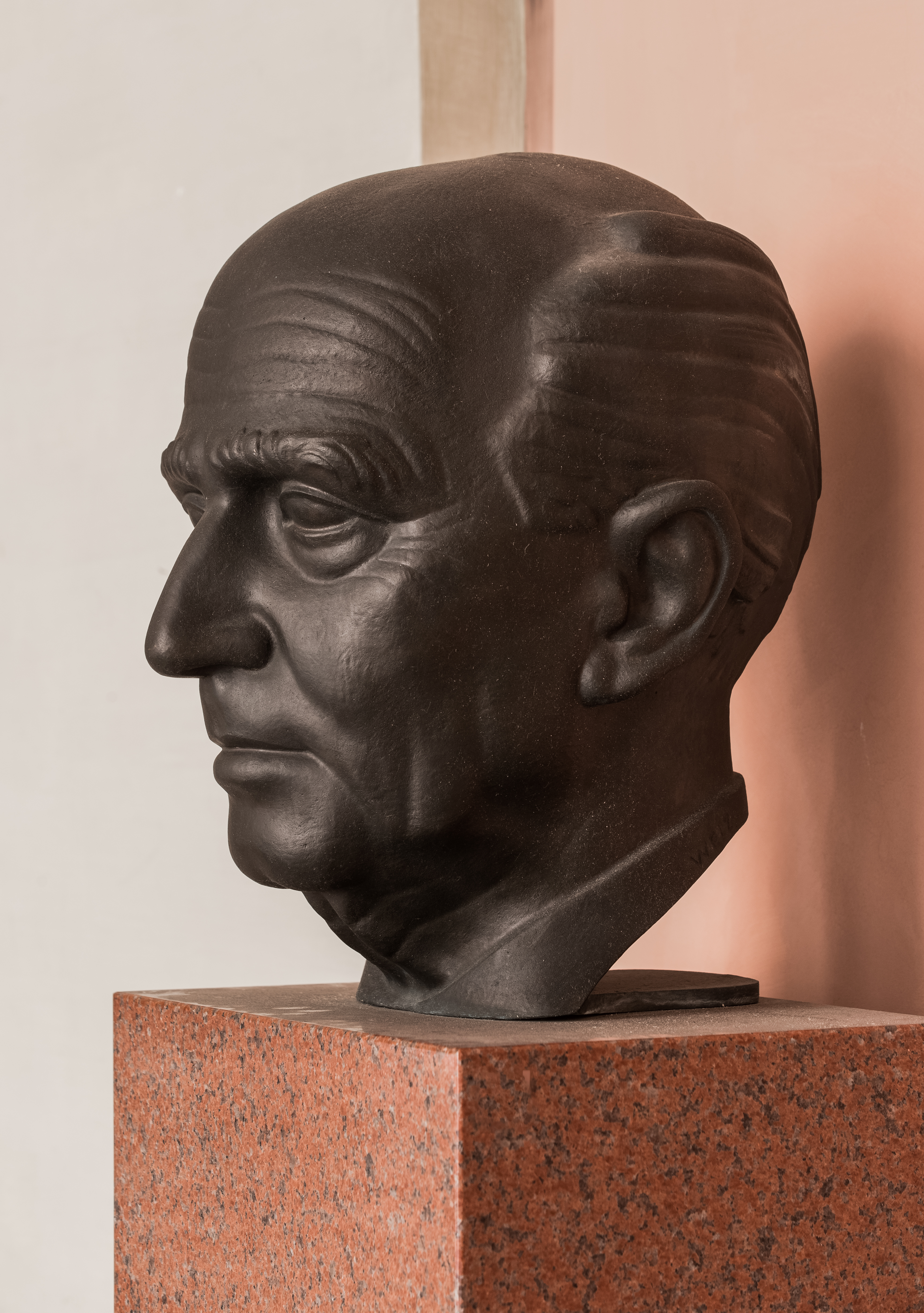
هانس كيلسن, مؤسس النظرية القانونية البحتة ومهندس الدستور الفيدرالي النمساوي

تم بالفعل النص على دراسة القانون في الوثائق التأسيسية لجامعة فيينا من 1365 و 1385, لكن النشاط التعليمي لم يبدأ حتى عام 1402 وكان يقتصر في البداية على القانون الكنسي. بعد عدة محاولات فاشلة, أضيف القانون الروماني عام 1494. فقط مع إصلاح الدراسة تيريزيان في 1753 تم توسيع نطاق الموضوعات. قدم المنهج الذي وضعه فرانز فون زيلر في عام 1810 القانون النمساوي الخاص كموضوع منفصل لأول مرة. تم كسر التأثير المهيمن للقانون الطبيعي مع إصلاح الدراسة الذي أقره وزير التعليم ليو فون ثون هوهنشتاين في عام 1850, وتم التركيز على مواضيع التاريخ القانوني. استمر هذا في الانخفاض في إصلاحات الدراسة اللاحقة.
الزيادة في نطاق الموضوعات من القرن الثامن عشر يعني أن المواد غير القانونية, مثل العلوم السياسية والاقتصاد على وجه الخصوص, ولكن أيضًا الإحصاء, أصبحت بشكل متزايد جزءًا من هيئة التدريس, والتي تمت الإشارة إليها باسم "كلية الحقوق والعلوم السياسية" من عام 1850 فصاعدًا.
في عام 1975 تم تقسيمها إلى كلية الحقوق وكلية العلوم الاجتماعية والاقتصاد. تم تقسيم هذه الأخيرة عدة مرات, واليوم تعود إليها كلية الاقتصاد وكلية علوم الكمبيوتر وأجزاء من كلية العلوم الاجتماعية بجامعة فيينا.
منذ أكتوبر 2021, تم تقديم درجة البكالوريوس في القانون الدولي بالإضافة إلى درجة القانون. على غرار منهج دورة الدبلوم, تركز هذه الدورة بشكل أكبر على تدريس اللغة الإنجليزية والقانون الدولي الخاص وغيرها من المجالات المتخصصة الجديدة مثل الرقمنة وعولمة القانون. تم تقديم درجة الماجستير المقابلة منذ أكتوبر 2022.
تم تشكيل هيئة التدريس بشكل خاص من قبل عظماء مثل كارلو أنطونيو مارتيني وجوزيف أونغر ويوليوس أنطون غلاسر وجورج يلينك وفرانز كلاين وهانس كيلسن.

## منهاج دراسي
تنقسم دراسة القانون في جامعة فيينا إلى ثلاثة أقسام: قسم تمهيدي (يحتوي, بالإضافة إلى المحاضرات التمهيدية حول أهم الموضوعات العقائدية القانونية, على موضوعات التاريخ القانوني وأساسيات الفلسفة القانونية), وقسم قضائي. (في مركزها امتحان متعدد التخصصات للقانون المدني وقانون الشركات) بالإضافة إلى قسم العلوم السياسية (مع فحص متعدد التخصصات للقانون الدستوري والإداري). تستمر الدورة أربع سنوات على الأقل وهي (منذ 1975) مكتملة بدرجة ماجستر أو (منذ 1993) اختصاصي في القانون, وهو شرط أساسي لجميع المهن القانونية التقليدية. يمكن أن يتبع ذلك دراسات الدكتوراه في القانون (مع أطروحة) والدراسات العليا (ماجستير القانون).

## التصنيفات
تعتبر كلية الحقوق بجامعة فيينا الأفضل في النمسا وواحدة من أكثر كليات الحقوق احترامًا في أوروبا. في تصنيف جامعة تايمز للتعليم العالي العالمية, احتلت جامعة فيينا المرتبة 32 في القانون في عام 2019 في أوروبا و 73 في جميع أنحاء العالم. في تصنيف كيو إس للجامعات العالمية في عام 2021, احتلت المرتبة 26 في القانون. مكان في أوروبا و 69 مكان في جميع أنحاء العالم.

## المبنى
تم إيواء كلية الحقوق في البداية في العديد من مباني الجامعة القديمة في Stubenviertel, من عام 1884 في المبنى الرئيسي في Franzensring (اليوم Universitätsring). دعت الزيادة الحادة في عدد الطلاب والزيادة المصاحبة للكراسي في الستينيات إلى إنشاء مبنى منفصل للكلية ليكون صاخبًا ؛ تم تعيين المحامي الدستوري Günther Winkler مسؤول بناء, وتمكن من تأمين موقع بناء في وسط المدينة (Schottenbastei 10-16) للكلية.
في عام 1970 تم تكليف المهندس المعماري إرنست هايزماير بتخطيط Juridicum. بعد حوالي عام من المحاولات الفاشلة لإيجاد حل للممتلكات المحدودة التي يمكن أن تلبي حاجة الكلية للمساحة, قرر أخيرًا "بناء الجسر": تم تشييد أربعة أبراج, كل منها مزدوج, (وفيها, من بين أمور أخرى, كما توجد أنظمة المصاعد والمراحيض والإمداد), والتي تم بناء هيكل فولاذي عليها. تم تعليق جميع الطوابق من هذا البناء. لم يتم بناء الطوابق الفردية من الأسفل, ولكنها تتدلى من الأعلى. هذا جعل من الممكن استيعاب المزيد من الطوابق في نفس المساحة وفي نفس الوقت لتكون قادرًا على بناء طابق أرضي خالٍ جدًا (بدون أعمدة وعوارض). يمر الماء الدافئ عبر الأعمدة المعلقة, وبالتالي تسخين المبنى.
يمكن النظر إلى المبنى على أنه "ما بعد الحداثة" بقدر ما لم يتم التأكيد على البناء المعلق بل تم تغطيته بالتصميم الصغر للواجهة. "يشك المرء فقط في أن الطوابق الأربعة العلوية البارزة في مقدمة المبنى لا ينبغي أن تكون مطوقة فقط, بل إن الإسقاط كبير جدًا لذلك.
بدأ البناء في عام 1974 واكتمل في عام 1984, بحيث تمكنت الكلية من الانتقال إلى المبنى الواقع على الحلبة بعد مائة عام بالضبط. ومع ذلك, لم يكن Juridicum قادرًا على استيعاب أعضاء هيئة التدريس بالكامل منذ البداية. يضم حاليًا معاهد القانون الأوروبي والقانون الدولي والقانون المقارن والتاريخ القانوني والدستوري وقانون الدولة والقانون الإداري وقانون الشركات والقانون التجاري والقانون المدني, بالإضافة إلى معظم مكتبة العلوم القانونية.
تقع معاهد العمل والقانون الاجتماعي والقانون المالي والفلسفة القانونية بما في ذلك القانون الديني والثقافي والقانون الروماني والتاريخ القانوني القديم وقانون الإجراءات المدنية منذ عام 2006 في مبنى يعود تاريخه إلى Gründerzeit في Schenkenstrasse 8. 10, ليس بعيدًا عن Juridicum يقع معهد الابتكار والرقمنة في القانون هناك. انتقل معهد القانون الجنائي وعلم الجريمة من Schenkenstraße 8-10 إلى Schenkenstraße 4 في عام 2014. انتقل مكتب العميد ومركز خدمات الدراسة إلى Renngasse 6-8 في عام 2018.

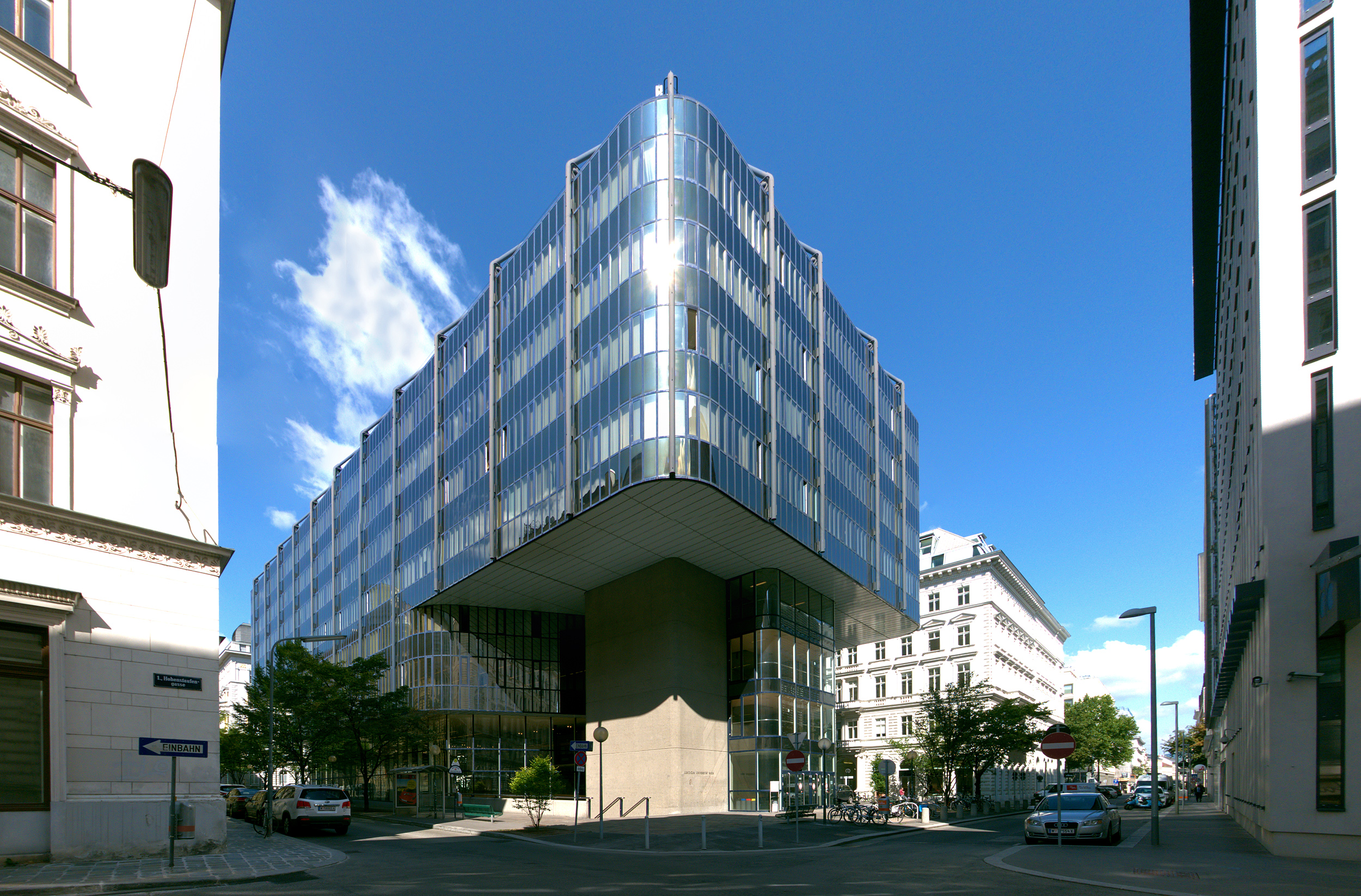
الكلية

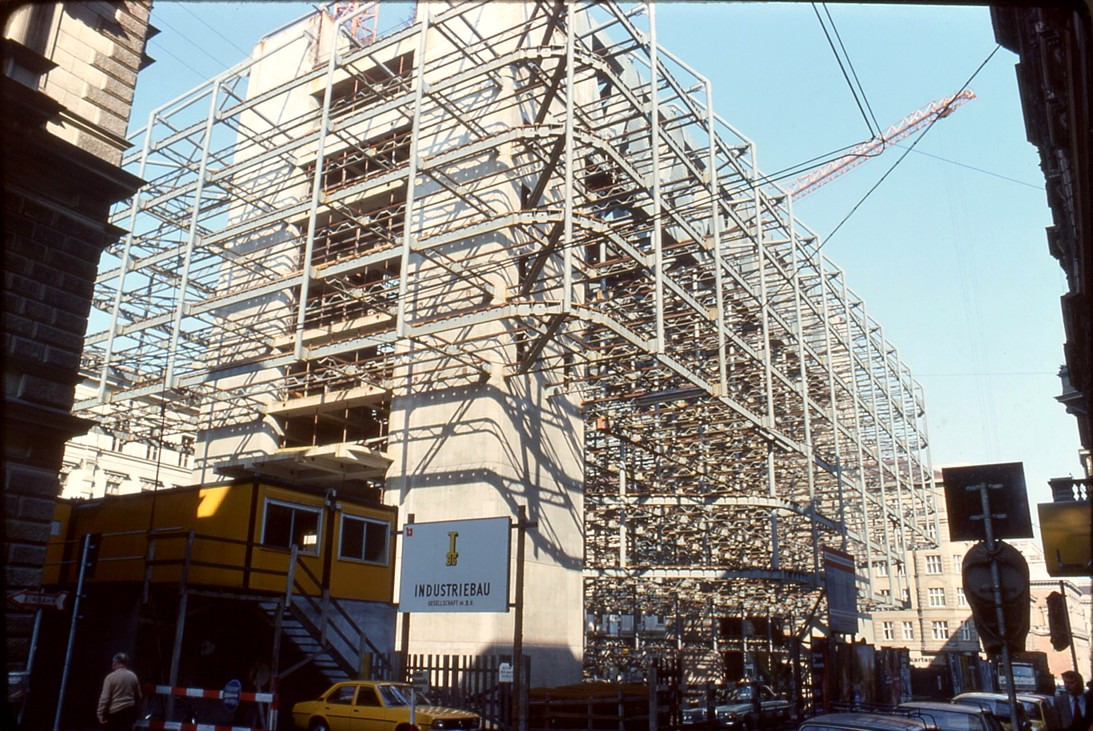
موقع البناء عام 1978

## العمداء
| فترة         | اسم العائلة          | تخصص                      |
| ------------ | -------------------- | ------------------------- |
| 1956-1957    | فريتز شويند (أول)    | القانون الدولي الخاص      |
| 1964-1965    | فريتز شويند (الثاني) | القانون الدولي الخاص      |
| 1965-1966    | غونتر وينكلر         | القانون الدستوري والإداري |
| 1966-1967    | وينفريد كراليك       | قانون الإجراءات المدنية   |
| 1967-1968    | ويلهلم ويبر          | اقتصاديات                 |
| 1969-1970    | اروين ميليشار        | القانون الدستوري والإداري |
| 1971-1972    | هانز والتر فاشينج    | قانون الإجراءات المدنية   |
| 1972-1973    | فيرنر أوغريس         | التاريخ القانوني          |
| 1973-1974    | إريك سترايسلر        | اقتصاديات                 |
| 1974-1975    | هربرت هاوسمانينجر    | القانون الروماني          |
| 1975-1977    | وينفريد بلاتزجومر    | قانون جنائي               |
| 1977-1979    | ثيودور توماندل       | العمل والقانون الاجتماعي  |
| 1979-1981    | رودولف هوك           | التاريخ القانوني          |
| 1981-1983    | رودولف ويلسر         | الحق المدني               |
| 1983-1985    | كارل فينجر           | قانون الإدارة الاقتصادية  |
| 1985-1987    | ثيو اولينجر          | القانون الدستوري والإداري |
| 1987-1989    | فيلهلم براونيدر      | التاريخ القانوني          |
| 1989-1991    | إنجي غامبل           | قانون الكنسي              |
| 1991-1993    | والتر شرامل          | العمل والقانون الاجتماعي  |
| 1993-2000    | بيتر إي بيلر         | القانون الروماني          |
| 2000-2006    | والتر ريشبيرجر       | قانون الإجراءات المدنية   |
| 2006-2014    | هاينز ماير           | القانون الدستوري والإداري |
| 2014-2020    | بول أوبرهامر         | قانون الإجراءات المدنية   |
| منذ عام 2020 | بريجيتا زوتشلينج جود | الحق المدني               |

## الخريجين المعروفين
العديد من الشخصيات البارزة من العلوم والسياسة من بين خريجي كلية الحقوق في جامعة فيينا. على سبيل المثال, المحامون الخمسة من بين الرؤساء الفيدراليين السابقين لجمهورية النمسا هم من خريجي كلية الحقوق بجامعة فيينا. منذ عام 1918, أنتجت الكلية أيضًا تسعة مستشارين اتحاديين و 23 وزيراً للعدل.

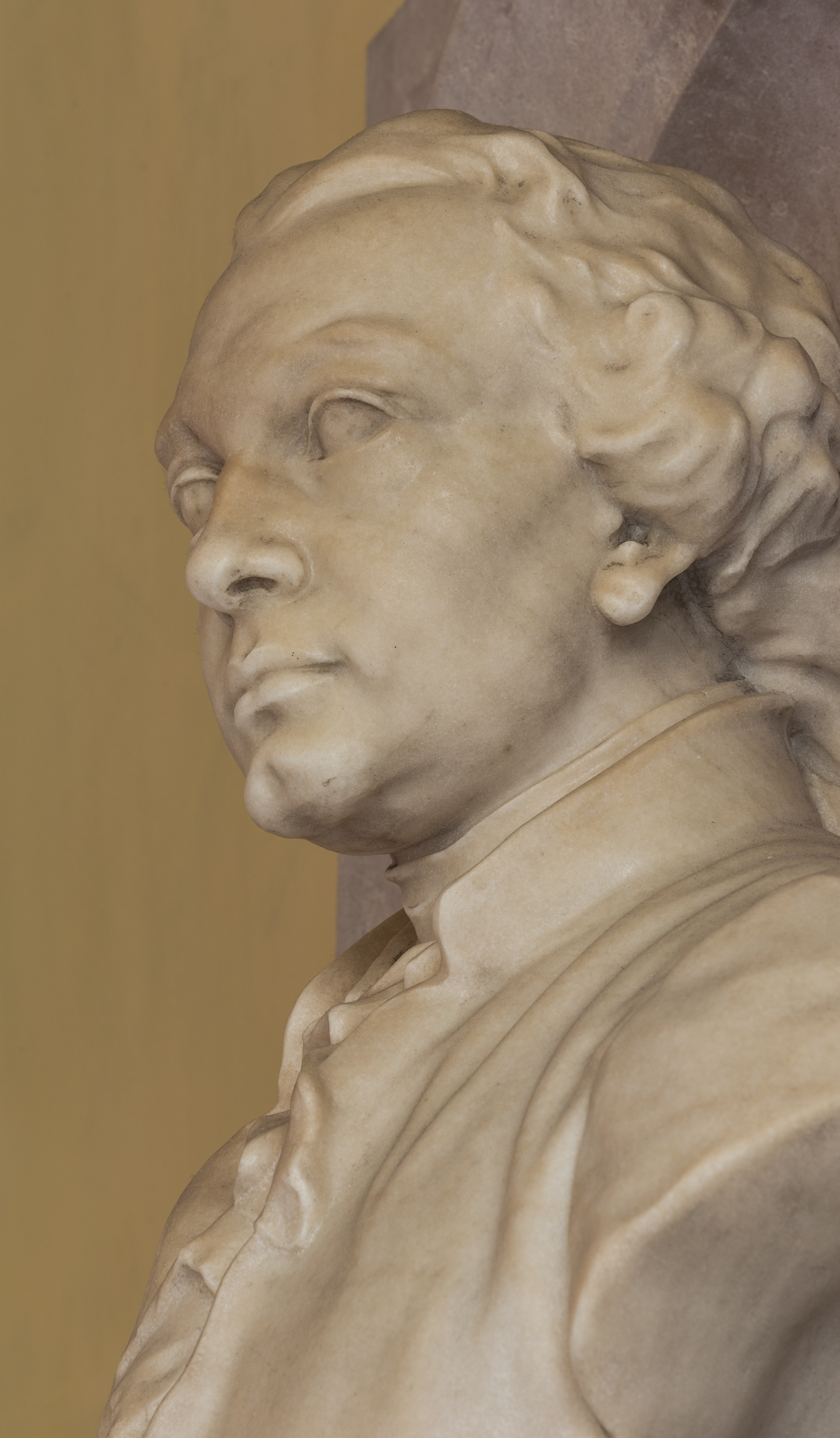
كارلو أنطونيو مارتيني, مفكر مهم في القانون الطبيعي ورائد في القانون المدني العام

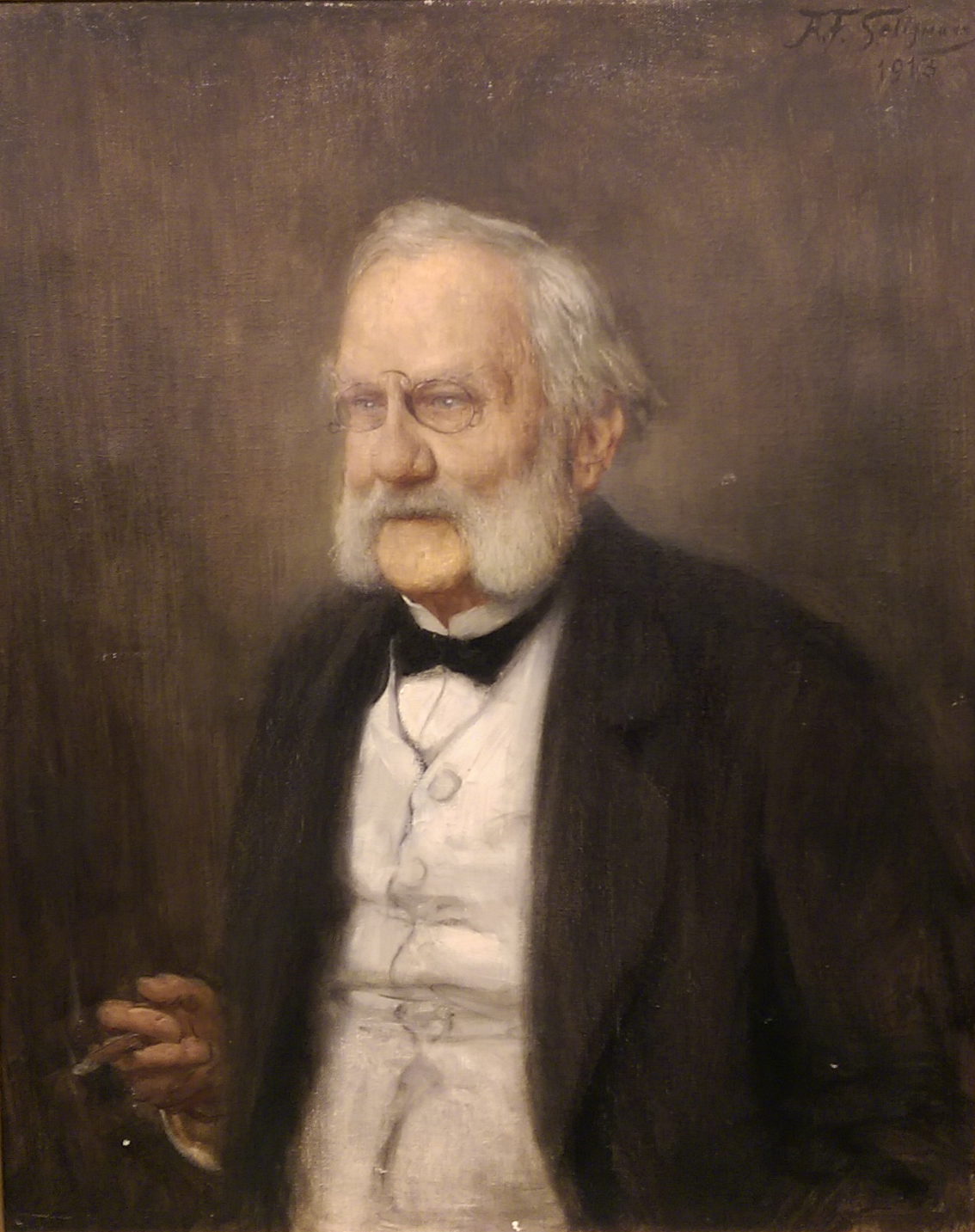
جوزيف أونغر, والد المدرسة التاريخية للقانون في النمسا

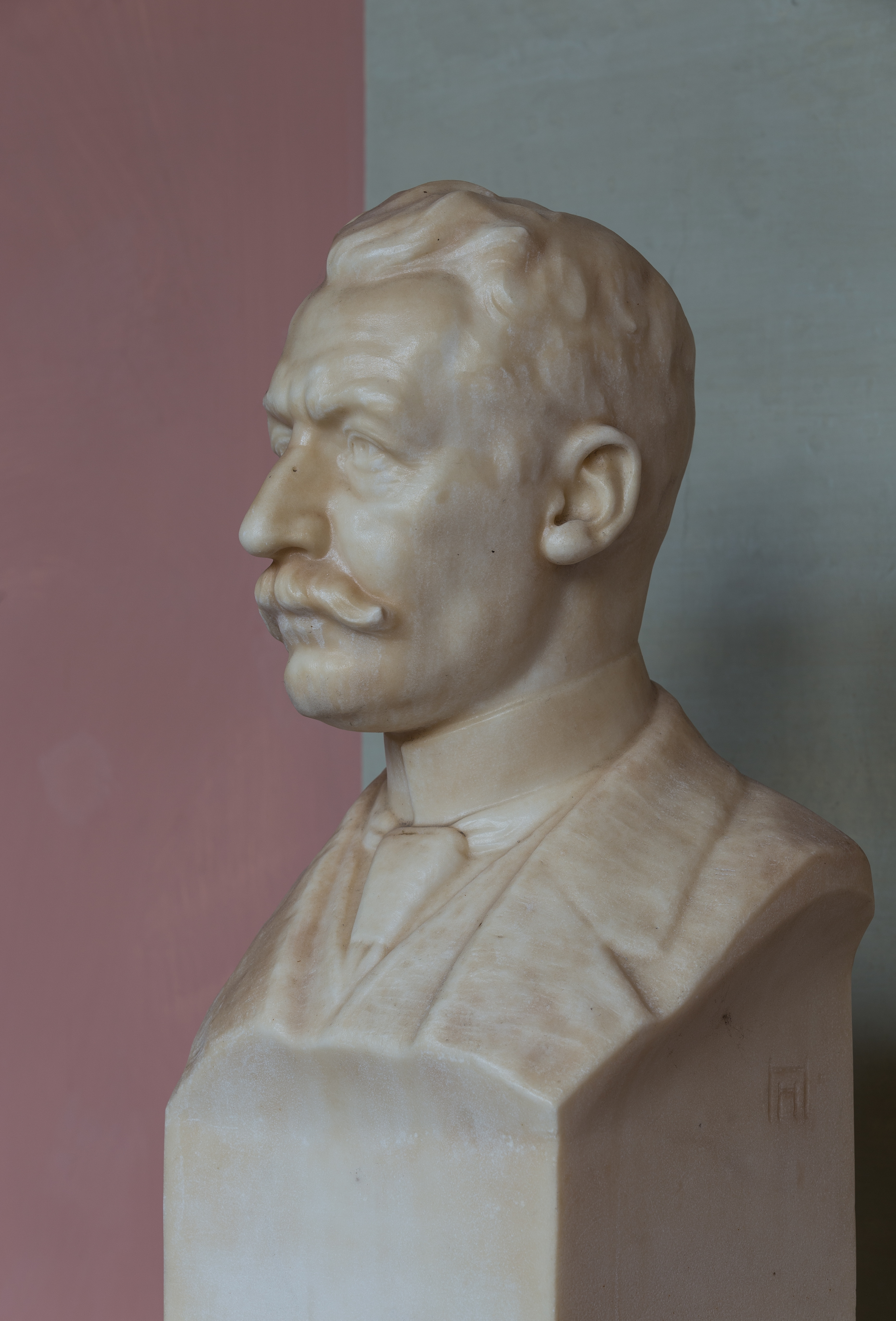
فرانز كلاين, مبتكر قانون الإجراءات المدنية النمساوي

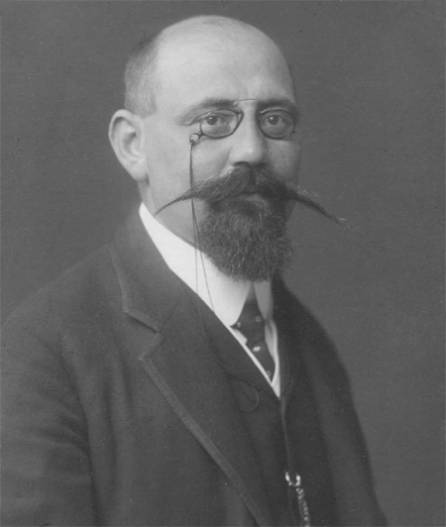
كارل رينر, الأب المؤسس للجمهوريتين الأولى والثانية

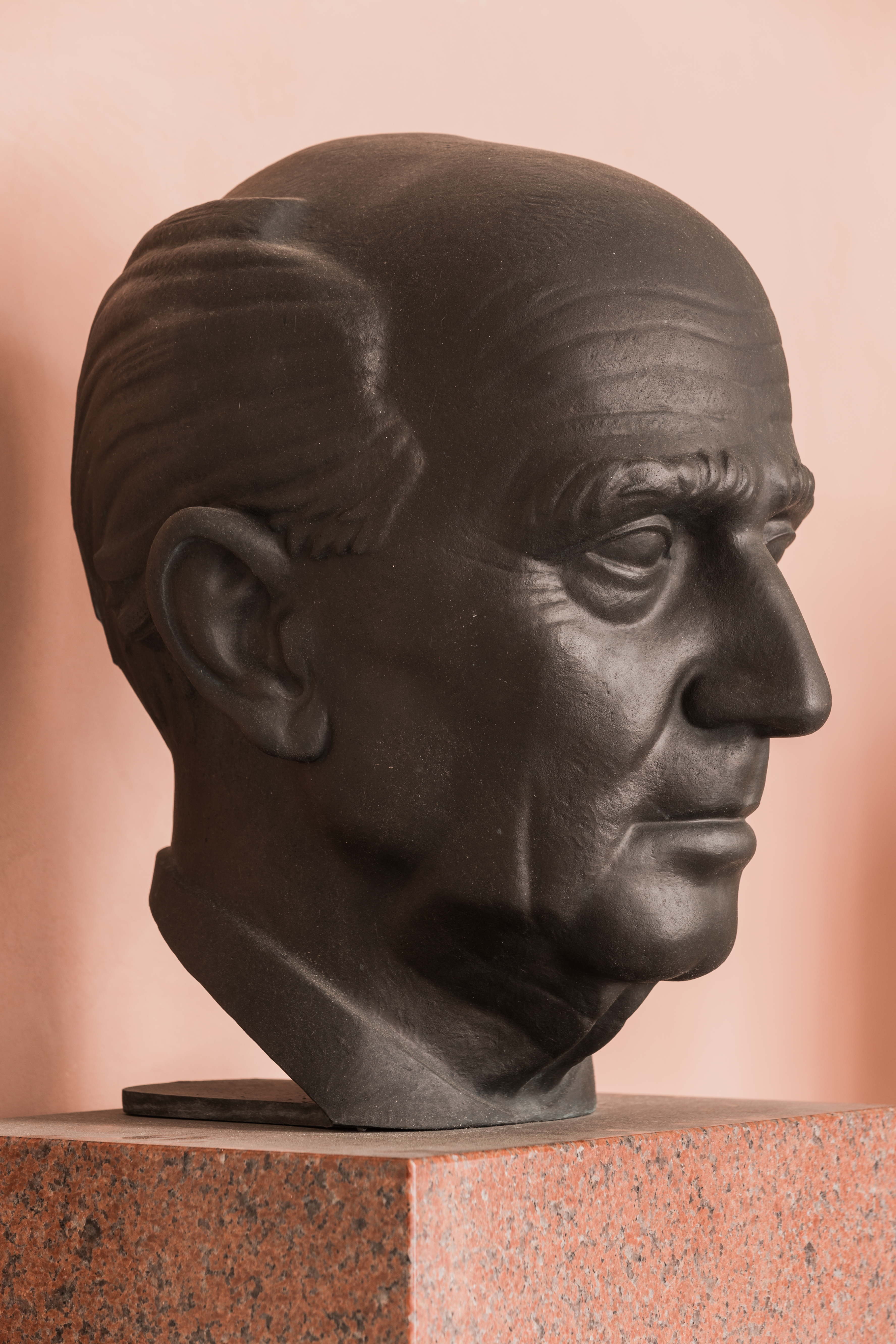
هانز كيلسن, والد النظرية القانونية البحتة ومهندس الدستور الفيدرالي النمساوي

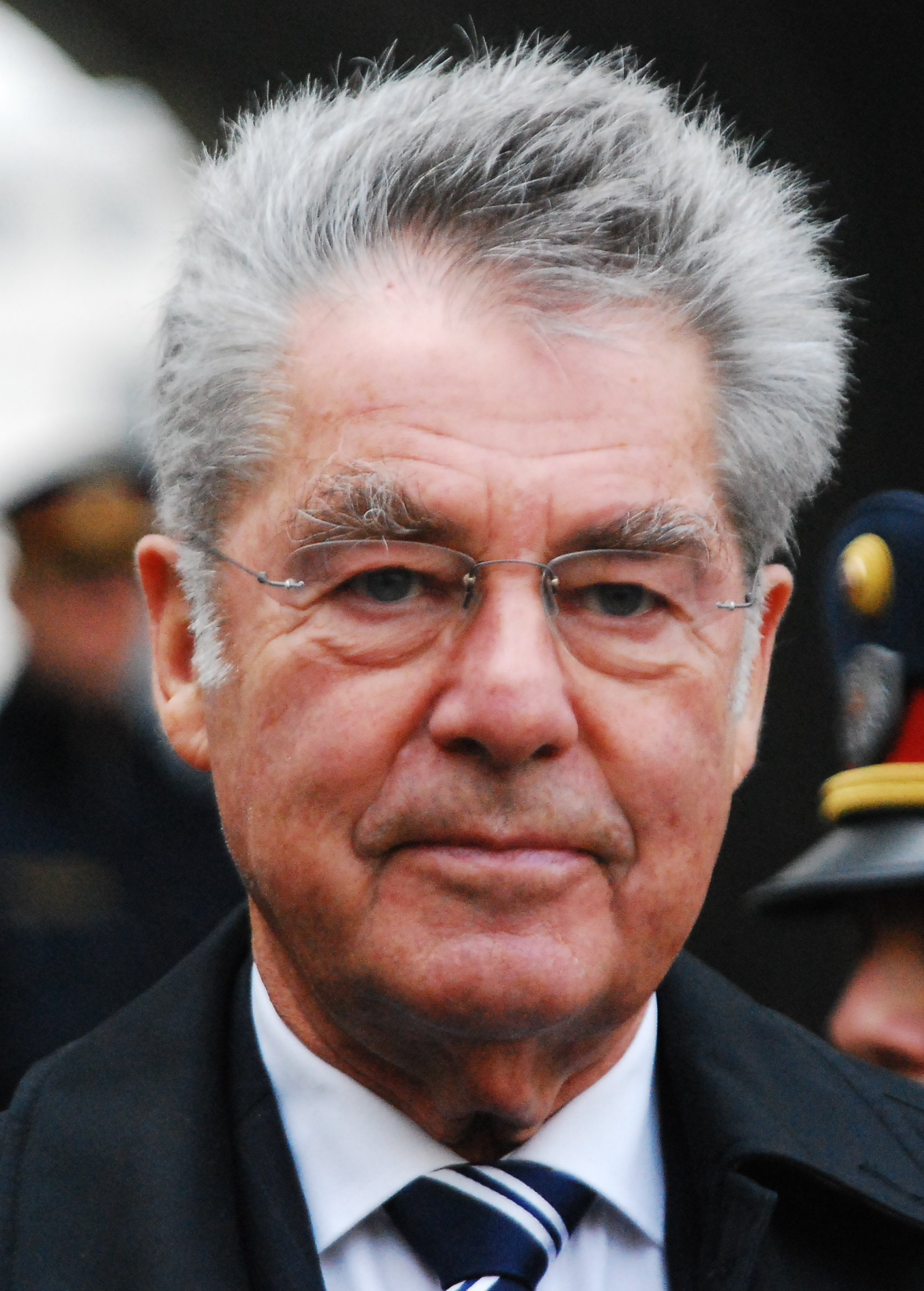
هاينز فيشر، الرئيس الاتحادي لجمهورية النمسا من 2004 إلى 2016

- 1753: كارلو أنطونيو مارتيني (1726–1800)
- 1878: فرانز كلاين (1854–1926)
- 1906: هانس كيلسن (1881–1973)
- 1906: لودفيج فون ميزس (1881–1973)
- 1913: أدولف شيرف (1890–1965)
- 1922: إنغلبرت دولفوس (1892–1934)
- 1953: سيغفريد لودفيغ (1926–2013)
- 1957: بيتر جان (* 1935)
- 1971: بريجيته بيرلاين (* 1949)
- 1973: يورج هايدر (1950–2008)

- 2012: ستيفاني كريسبر (* 1980)

## روابط خارجية
- تاريخ دراسات القانون في جامعة فيينا
- حول مبنى Juridicum على موقع جامعة فيينا
- صور المبنى